# Villadia
Villadia é um género botânico pertencente à família Crassulaceae.